# Línea 702 (Suburbanos Montevideo)
La línea 702 de la red de transporte  suburbano une la terminal Baltasar Brum con  la Ciudad Líber Seregni.

## Características
Sus frecuencias funcionan únicamente  durante el horario denominado coloquialmente como “hora pico”, teniendo cuatro ubicas frecuencias durante el día. De las cuales, dos son hacia El Tato, y las otras  dos hacia Montevideo. La diferencia es que a la ida, las salidas son en el horario comprendido entre las 16 y 18 y la vuelta, entre las 06 y 09 h. 

## Recorridos
| Partida Andén (Estación Baltasar Brum) - Galicia - Julio Herrera y Obes - Paysandú - República - Democracia - Daniel Muñoz - Eduardo Víctor Haedo - Av. Italia - Blvr. Gral. Artigas - Av. Gral. Rivera - Dr. Alejandro Gallinal - Caramurú - Líbano - Av. Bolivia - Av. Juan Bautista Alberdi - Havre - Pedro Domingo Murillo - Cooper - Avenida Italia - Avenida de las Americas - Avenida Italia - Aeropuerto Viejo - Ruta 101 - (Aeropuerto Internacional de Carrasco) - Ruta 101 - Ruta Interbalnearia - José M. Morelli - Dr. Luis Morquio - Ruta 101 - Air Italia - Iberia - Pluna - Panam - Braniff - Av. Costanera - Ruta 101 - Cno. Paso Escobar - Calle 5 - Calle 8 - Calle 1, hasta Los Horneros | Partida (Villa el Tato - Ciudad Líber Seregni - Calle 1 - Calle 8 - Calle 5 - Cno. Paso Escobar - Ruta 101 - Av. A Rambla Costanera - Braniff - Panam - Iberia - Air Italia - Ruta 101 - Dr. Luis Morquio - José M. Morelli - Ruta Interbalnearia - Ruta 101 - (Aeropuerto Internacional de Carrasco) - Ruta 101 - Aeropuerto Viejo - Avenida de las Americas - Avenida Italia - Cooper - Av. Juan Bautista Alberdi - Av. Bolivia - Av. Gral. Paz - Av. Gral. Rivera - Bulevar Artigas - Avelino Miranda - Goes - Juan Paullier - Dr. Salvador Ferrer Serra - Martín C. Martínez - Av. Uruguay - Ciudadela - Paysandú - Andes - (Estación Baltasar Brum) |

## Zonas
El 702 recorre los siguientes puntos de Montevideo y Canelones: Centro, Cordón, Tres Cruces, Parque Batlle, La Blanqueada, Buceo, Unión, Malvín Nuevo, Malvín Norte, Punta Gorda, Parque Rivera, Portones, Carrasco, Carrasco Norte, Parque Miramar, Parque Rooselvelt, Aeropuerto Internacional de Carrasco, Colonia Nicolich, Aeroparque, Villa El Tato.

## Frecuencia
- Hábiles y sábados con muy pobre frecuencia de 2 salidas tanto en la ida en el horario de la tarde y 2 en la vuelta en el horario matutino.